# The Wonderful Electro-Magnet
The Wonderful Electro-Magnet è un cortometraggio muto del 1909. Il nome del regista non viene riportato nei credit del film, un documentario prodotto e distribuito dall'Edison Manufacturing Company.

## Produzione
Il film fu prodotto dalla Edison Manufacturing Company.

## Distribuzione
Distribuito dalla Edison Manufacturing Company, il film - un documentario di 120 metri - uscì nelle sale cinematografiche degli Stati Uniti il 30 novembre 1909. Nelle proiezioni, veniva programmato con il sistema dello split reel, accorpato in un'unica bobina con un altro cortometraggio prodotto dalla Edison e diretto da Edwin Porter, The Heart of a Clown.
Non si conoscono copie ancora esistenti della pellicola che viene considerata presumibilmente perduta.